# Mahavira
|  | No s'ha de confondre amb el matemàtic Mahavira. |

Mahavira (en sànscrit महावीर, Kannada ಮಹಾವೀರ i en tàmil அருகன்("Arugan") lit. "Gran Heroi", tradicionalment 599 – 527 BCE) és el nom més usat per a referir-se al sobrenom indi Vardhamana (sànscrit: वर्धमान "creixent") que va fundar els preceptes centrals del jainisme. D'acord amb la tradició jainista ell era el 24è i el darrer dels Tirthankara. En llenguatge tàmil, hom es refereix a ell com a Arugan o Arugadevan. També es coneix per escrit com Vira o Viraprabhu, Sanmati, Ativira, i Gnatputra. En el cànon budista pali és conegut com a Nigantha Nātaputta.

## Biografia
Mahavira va néixer a Kshatriyakunda a l'antic regne de Lachuar al districte de Jamui on avui es troba Bihar (Índia) fill del rei Siddhartha i la reina Trishala. L'aniversari de naixement de Vardhaman se celebra com Mahavir Jayanti, la festa religiosa més important del jainisme. Als 30 anys Mahavira renuncià a la seva família i regne va donar les seves pertinences i entra en l'ascetisme passant uns dotze anys meditant i vivint una vida austera. Aconseguí reunir molts seguidors mentre predicava la doctrina jainista. Als 42 anys aconseguí el nirvana a la zona de Pawapuri en el darrer dia del calendari jainista, Dipavali. Els jainistes celebren aquest dia per tal d'obtenir "l'alliberament" o mokxa.